# Aminodòntids

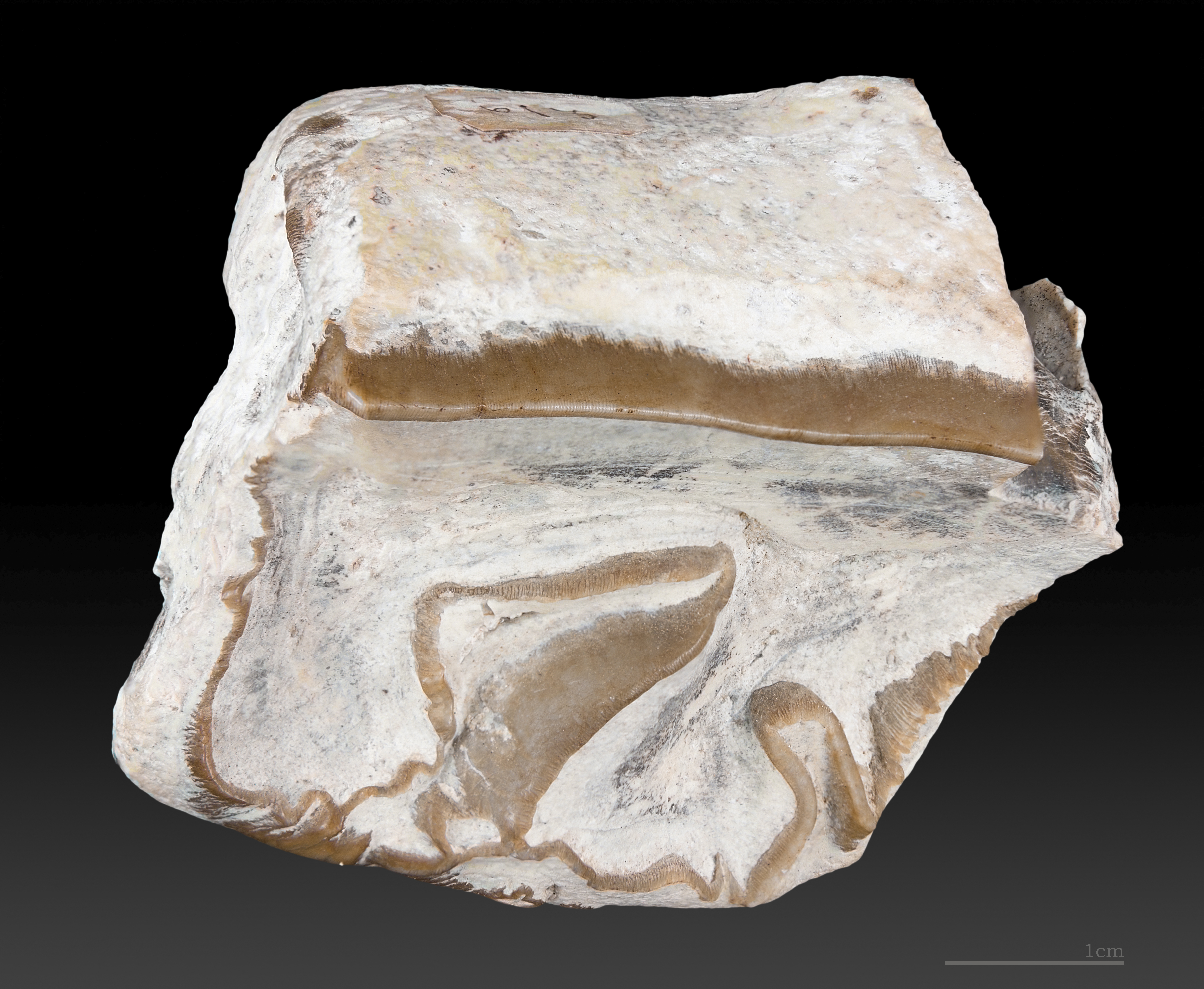
Dent, Paratip de Cadurcotherium nouleti

Els aminodòntids (Amynodontidae) foren un grup de perissodàctils semblants als hipopòtams i relacionats amb els rinoceronts autèntics, que descendien dels hiracodòntids. S'estengueren per Nord-amèrica, Europa i Àsia entre l'Eocè superior i el Miocè, entra fa 46,2 i 7 milions d'anys.
Les últimes espècies s'extingiren durant el Miocè inferior de Nord-amèrica, a causa de la competició amb l'autèntic rinoceront Teleoceras. Tot i estar emparentats més properament amb els rinoceronts, el seu aspecte era més semblant al dels hipopòtams actuals, amb grans ullals corbats i probablement vivien en un hàbitat semiaquàtic. Alguns aminodòntids, com ara Cadurcodon, tenien un aspecte similar al dels tapirs.

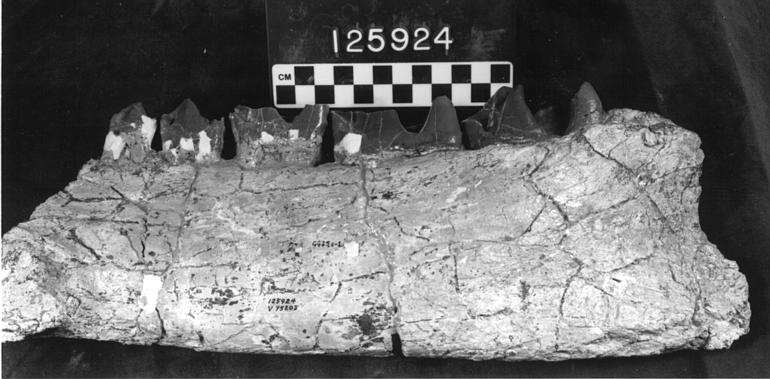
Zaisanamynodon protheroi

El gènere més cèlebre i longeu fou Metamynodon, que aparegué durant l'Eocè superior de l'Àsia central i s'acabà extingint a principis del Miocè a Nord-amèrica, molt després que els altres gèneres d'aminodòntids s'extingissin a Euràsia durant l'Oligocè.

## Taxonomia
- Amynodontidae
  - Tribu Cadurcodontini
    - Gènere Amynodontopsis
    - Gènere Cadurcodon
    - Gènere Cadurcotherium
    - Gènere Zaisanamynodon

  - Tribu Metamynodontini
    - Gènere Gigantamynodon
    - Gènere Metamynodon
    - Gènere Paramynodon
- Incertae sedis
  - Gènere Amynodon
  - Gènere Armania
  - Gènere Cadurcamynodon
  - Gènere Cadurcopsis
  - Gènere ?Caenolophus
  - Gènere Euryodon
  - Gènere Hypsamynodon
  - Gènere Megalamynodon
  - Gènere Mesamynodon
  - Gènere Penetrigonias
  - Gènere Rostriamynodon
  - Gènere Sharamynodon
  - Gènere Teilhardia
  - Gènere Toxotherium